# Chiesa di Mater Misericordiae
La chiesa di Mater Misericordiae, anche conosciuta come chiesa degli Italiani, è un luogo di culto cattolico situato in calle Moreno a Buenos Aires, capitale dell'Argentina. È situata nel centrale quartiere di Monserrat, a pochi isolati da plaza del Congreso e dal Palazzo del Congresso.

## Storia
L'origine del culto della Madonna della Misericordia a Buenos Aires, affondano alla metà del XIX secolo, quando un emigrato italiano di nome Francesco Bozzano, nativo di Savona, fu fatto imprigionare dal caudillo Juan Manuel de Rosas. Una volta in prigione infatti Bozzano fece voto alla Madonna della Misericordia, patrona della sua città natale. Ottenuta inaspettatamente la libertà, l'italiano cominciò a propagandare il culto della Vergine inizialmente facendo appoggio alla chiesa di San Domenico. Successivamente, grazie alle offerte della comunità ligure trapiantata a Buenos Aires, poté essere stanziata una somma per la realizzazione di una chiesa appositamente dedicata alla Madonna della Misericordia. Il progetto del nuovo tempio, iniziato nel 1867, fu affidato all'ingegnere italiano Emilio Rosetti, nativo di Forlimpopoli. Tre anni più tardi la chiesa, realizzata in stile neoclassico, venne ultimata e aperta al culto.
Il 14 settembre 1875 la chiesa fu affidata ai primi dieci frati salesiani inviati in Argentina.

## Descrizione
La chiesa presenta una facciata neoclassica, preceduta da una breve scalinata, ed è formata da un alto timpano triangolare spezzato alla base sorretto da due coppie di semicolonne con capitello e trabeazione ionici. L'interno possiede un'unica navata, con sei altari laterali, tre a destra e tre a sinistra. Tra le opere custodite all'interno si segnalano San Francesco di Francesco Paolo Parisi, Entrata a Gerusalemme e Incoronazione della Vergine fatta da Pio VII alla presenza dei principi di Savoia di Pio Bianchi. L'altar maggiore fu realizzato su disegno di Carlo Ceppi.